# Turku (Verwaltungsgemeinschaft)

Lage der Verwaltungsgemeinschaft Turku in Finnland

Die Verwaltungsgemeinschaft Turku (finnisch Turun seutukunta) ist eine von fünf Verwaltungsgemeinschaften (seutukunta) der finnischen Landschaft Varsinais-Suomi. Zu ihr gehört das Namensgebende Turku, die größte Stadt der Region, mit dem umgebenden Ballungsraum. Insgesamt leben in dem Gebiet über 300.000 Menschen.
Zur Verwaltungsgemeinschaft Turku gehören folgende elf Städte und Gemeinden:
- Kaarina
- Lieto
- Masku
- Mynämäki
- Naantali
- Nousiainen
- Paimio
- Raisio
- Rusko
- Sauvo
- Turku